# Albert Kasch (Bildschnitzer)
Albert Ludwig Carl Kasch (* 15. Februar 1866 in Doberan; † 19. Dezember 1934 in Bad Doberan) war ein deutscher Tischler und Bildschnitzer.

## Leben
Albert Kasch wurde als jüngerer Sohn des Tischlers Fritz Kasch (* 1833) und wahrscheinlich von dessen Frau Doris Kasch (* 1837) geboren. Über seinen Lebensweg ist bisher kaum konkretes bekannt. Kasch hat am 14. Juli 1901 seine Berufung zum Großherzoglich Mecklenburg-Schwerinschen Hoftischler empfangen. Zum Zeitpunkt der Volkszählung 1900 in Mecklenburg-Schwerin lebte Kasch als Tischlermeister in Doberan (Baustraße Nr. 125), war verheiratet und hatte (mindestens) eine Tochter. 1908 wird Albert Kasch in der Liste der Hofhandwerker genannt, 1919 lebt er noch in Doberan.
Ob eine in Bad Doberan existierende „Villa Kasch“ (erbaut vor 1898) mit Albert Kasch in Verbindung steht, war bisher nicht zu ergründen.

## Werke

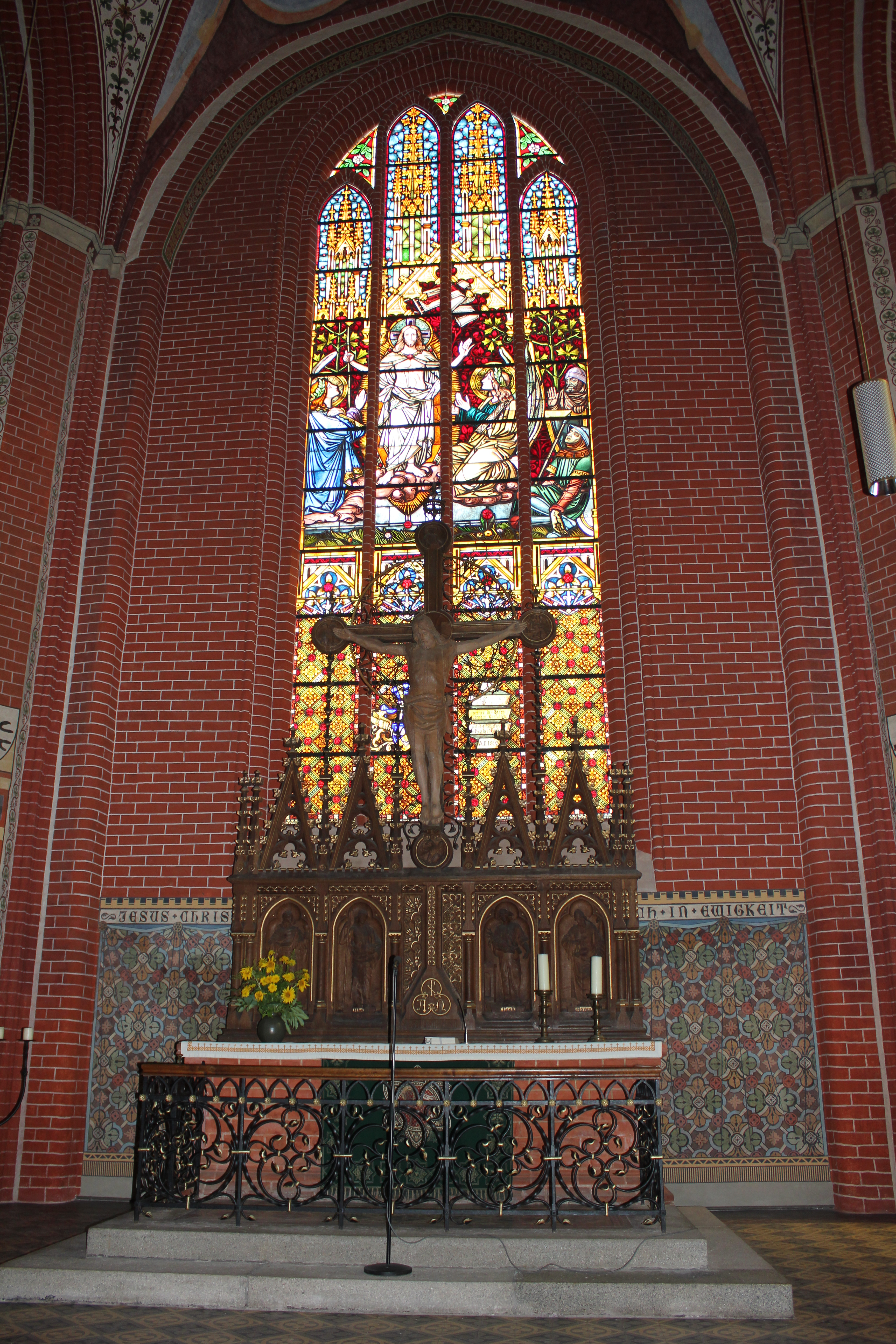
Schnitzaltar in der Stadtkirche Sternberg

Kasch scheint vor allem als Tischler tätig gewesen zu sein, wobei er mit Gotthilf Ludwig Möckel bei der Inneneinrichtung von Kirchen zusammengearbeitet hat und dabei auch als Bildschnitzer tätig geworden ist.
Als Arbeiten von Albert Kasch wurden bisher bekannt:
- 2 m großes mecklenburgisches Wappen in Terrakotta für die Hauptfassade des Ständehauses Rostock (1892)
- Kunstschnitzereien im Sakristeianbau Doberan (1893/94)
- neogotischer Schnitzaltar und Kanzel in der Stadtkirche Sternberg (1893/95)
- Altarrückwand der Stadtkirche Tessin (1896/97)
- neogotischer Altar (unter Möckel) in der Dorfkirche Parkentin bei Doberan (1899); von den Schnitzarbeiten sind in der Kirche noch vier „Opfertypen“ und einige kleine Ornamente vorhanden
- neogotischer Altar in der Dorfkirche Kritzkow bei Güstrow (um 1900), nahezu identisch mit dem (nicht mehr erhaltenen) Altaraufsatz in Parkentin
- neogotischer Altar in der Dorfkirche Russow bei Neubukow (1904), ebenfalls die gleiche Ausführung wie in Parkentin und Kritzkow
- Figurenschmuck (vier Evangelisten) am Kanzelkorb für die von Möckel erbaute Trinitatiskirche in Hainichen, Gestaltung der Wangen des Kirchengestühls und des Orgelprospekts (Hl. Caecilia und König David mit Harfe)[6]; der ebenfalls von Kasch gefertigte Altaraufbau mit einer Relief-Darstellung des Abendmahls Jesu nach Leonardo da Vinci wurde 1961 beseitigt[7]
- Altaraufbau und Kanzel, Lutherkirche in Danzig-Langfuhr (1899)[8]